# Utawarerumono: Mask of Deception
Utawarerumono: Mask of Deception (うたわれるもの 偽りの仮面?, Utawarerumono: itsuwari no kamen) è un videogioco del 2015 uscito in esclusiva per le console PlayStation. Ne è stato tratto un anime televisivo omonimo in 25 episodi, Utawarerumono: itsuwari no kamen, uscito nello stesso anno.
Primo titolo della serie videoludica Utawarerumono ad essere approdato in Occidente, ha avuto un sequel intitolato Utawarerumono: Mask of Truth (2016) e un rifacimento hack and slash intitolato Utawarerumono Zan (2018).

## Trama
Un giovane uomo si ritrova catapultato, privo di ricordi, in un mondo a lui ignoto, dove una ragazza di nome Kuon lo trova svenuto per strada e si prende cura di lui. Quando l'uomo riesce a rialzarsi, inizia a vagare e si perde nella foresta, venendo attaccato da due giganteschi mostri, un Boro-Gigiri e un Tatari, ma Kuon lo raggiunge e gli salva la vita. Da quel momento la ragazza, che ha una coda e delle orecchie simili a quelle di un gatto, diventa la tutrice dell'uomo, che non è in grado di sopravvivere da solo in un mondo sconosciuto e pieno di mostri, e gli dà un nuovo nome, Haku, che deriva dalle leggende di quel mondo, chiamate Utawarerumono.
Dopo una lunga camminata, Haku giunge con Kuon nel villaggio vicino, dove i due fanno conoscenza con Ukon, il capo di un gruppo di mercenari, che li assolda perché aiutino il suo gruppo a eliminare dei Gigiri, mostri che minacciano la popolazione. Haku, preoccupato, riceve da Kuon un tessen per difendersi. Tra i Gigiri compare inaspettatamente un Boro-Gigiri, ovvero la versione gigante del mostro, ma la missione ha comunque successo grazie all'inventiva strategica di Haku e alle abilità di Kuon. Essi fanno anche conoscenza con Maroro, uno studioso con poteri magici che segue Ukon, e con Rulutieh, una giovane principessa che deve essere scortata da Ukon a portare dei tributi all'imperatore. Dato che Kuon vuole trovare un lavoro per Haku nella capitale, i due seguono il gruppo di Ukon.